# スーパーヘビー級
スーパーヘビー級（スーパーヘビーきゅう、英: super heavyweight）は、アマチュアボクシングなどの階級の1つで最重量階級である。

## ボクシング
アマチュアボクシングでは92kg以上の階級をスーパーヘビー級と呼んでいる。
プロでは過去にマイナー団体において設置されていたが、現在はヘビー級に変わっている（旧ヘビー級はスーパークルーザー級に変更）。しかし、ボクサーの大型化が進行していくに連れて階級の細分化及びヘビー級の下限引き上げを行っていったものの、それだけでは対応しきれなくなったため、2010年に入りメジャー団体の間でスーパーヘビー級創設へ向けて話し合いが行われており、将来的に創設される可能性も出てきた。2020年にWBCのみ200ポンド（90.72キロ）～224（101.60）ポンドのためのブリッジャー級を創設した。

## 総合格闘技
総合格闘技での契約ウェートは、265ポンド (120.202kg) 以上。全14階級中最重量級の階級。ネバダ州アスレチック・コミッションおよびボクシング・コミッション協会により規定されている階級である。
UFC等のメジャー団体ではスーパーヘビー級を設置していない。

## キックボクシング
- ISKAでは、100.0kg (220lbs)以上に規定されている。
- WKA では、95.0kg以上に規定されている。

## K-1
かつてのFEG体制の旧K-1では、100.0kg以上と規定されていた。

## ムエタイ
ムエタイでの契約ウェートは、209ポンド (94.801kg) 以上。全19階級中最重量級の階級。世界ムエタイ評議会により規定されている。

## レスリング
レスリングでかつてスーパーヘビー級と呼ばれたものは、現在の120kg級に当たる。

## プロレス
プロレスでは多くの団体でヘビー級を最重量級としているが、かつて存在したプロレスリングZERO-ONEの場合、巨漢レスラーが多数参戦していたため、スーパーヘビー級が設けられ、NWA世界スーパーヘビー級王座も存在した。